# Tortosa

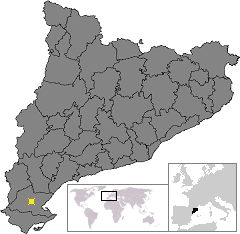
Położenie

Tortosa – miasto portowe w Hiszpanii, w Katalonii nad rzeką Ebro. Około 31 tys. mieszkańców.
W tym mieście rozwinął się przemysł papierniczy, szklarski, włókienniczy, chemiczny, spożywczy oraz materiałów budowlanych. Znajduje się tu stacja kolejowa Tortosa.
Miasto jest siedzibą rzymskokatolickiej diecezji Tortosa.
Z Tortosy pochodził Ibrahim ibn Jakub, X-wieczny podróżnik i kupiec.

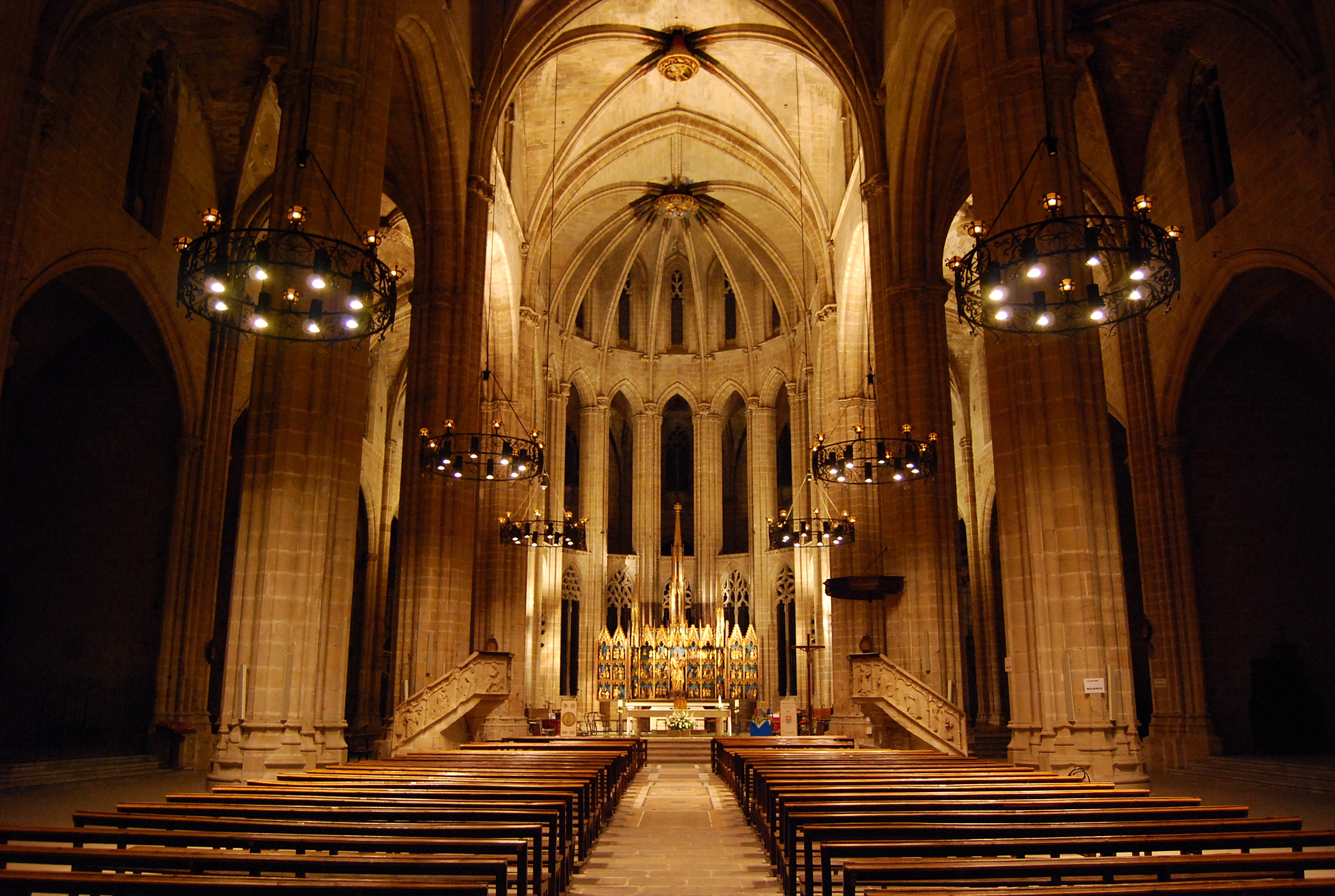
Katedra
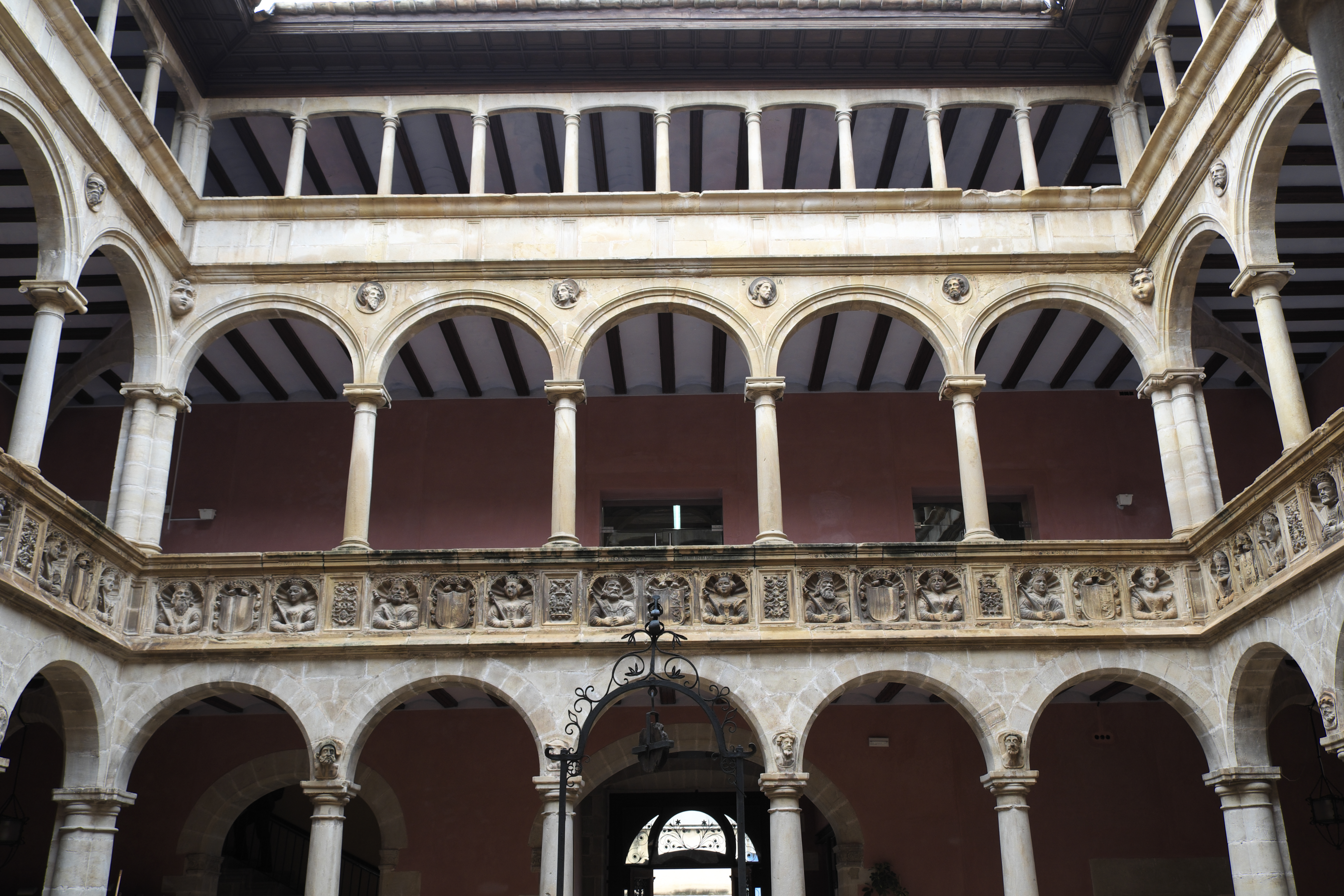
Renesans
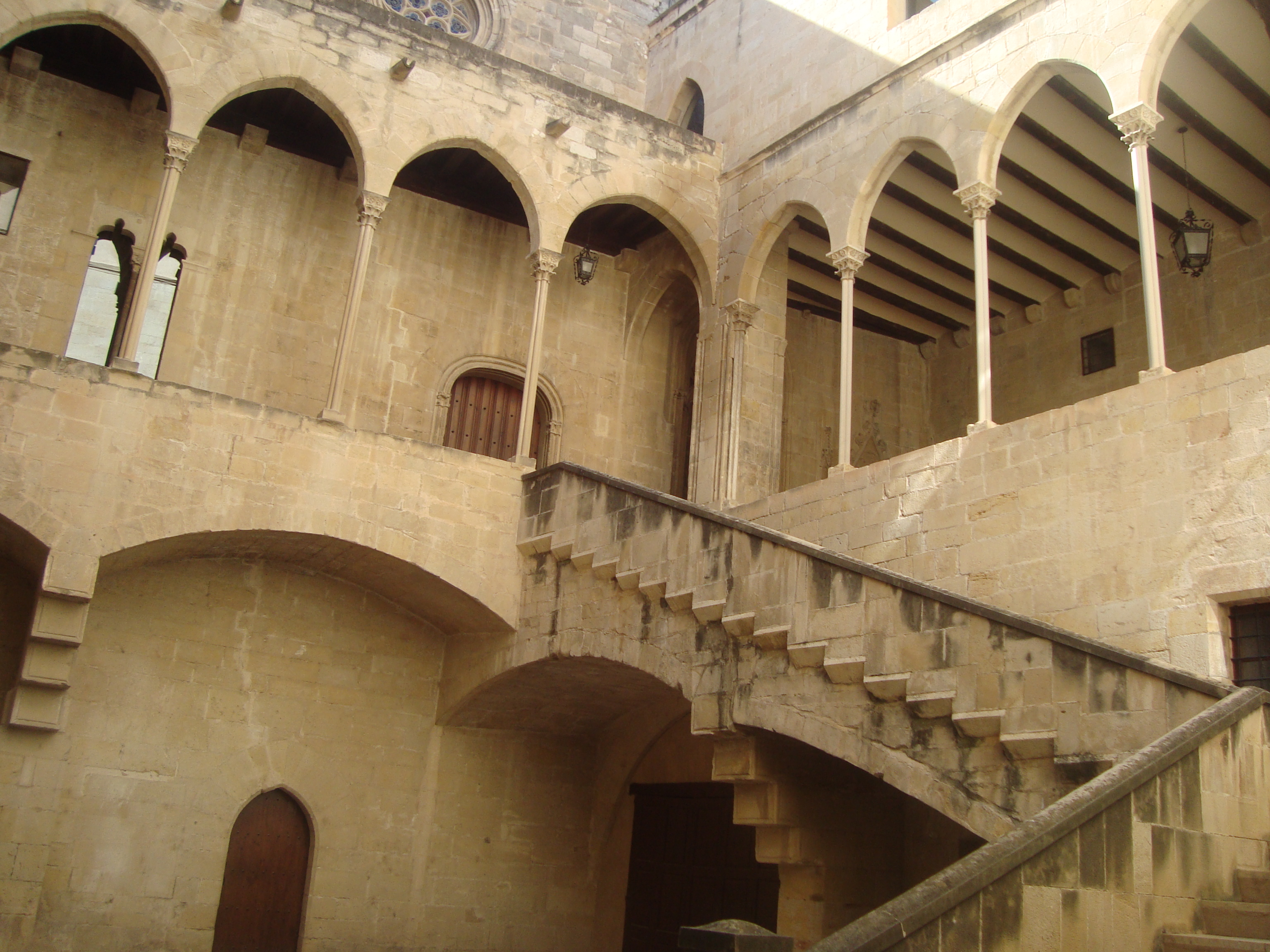
Pałac
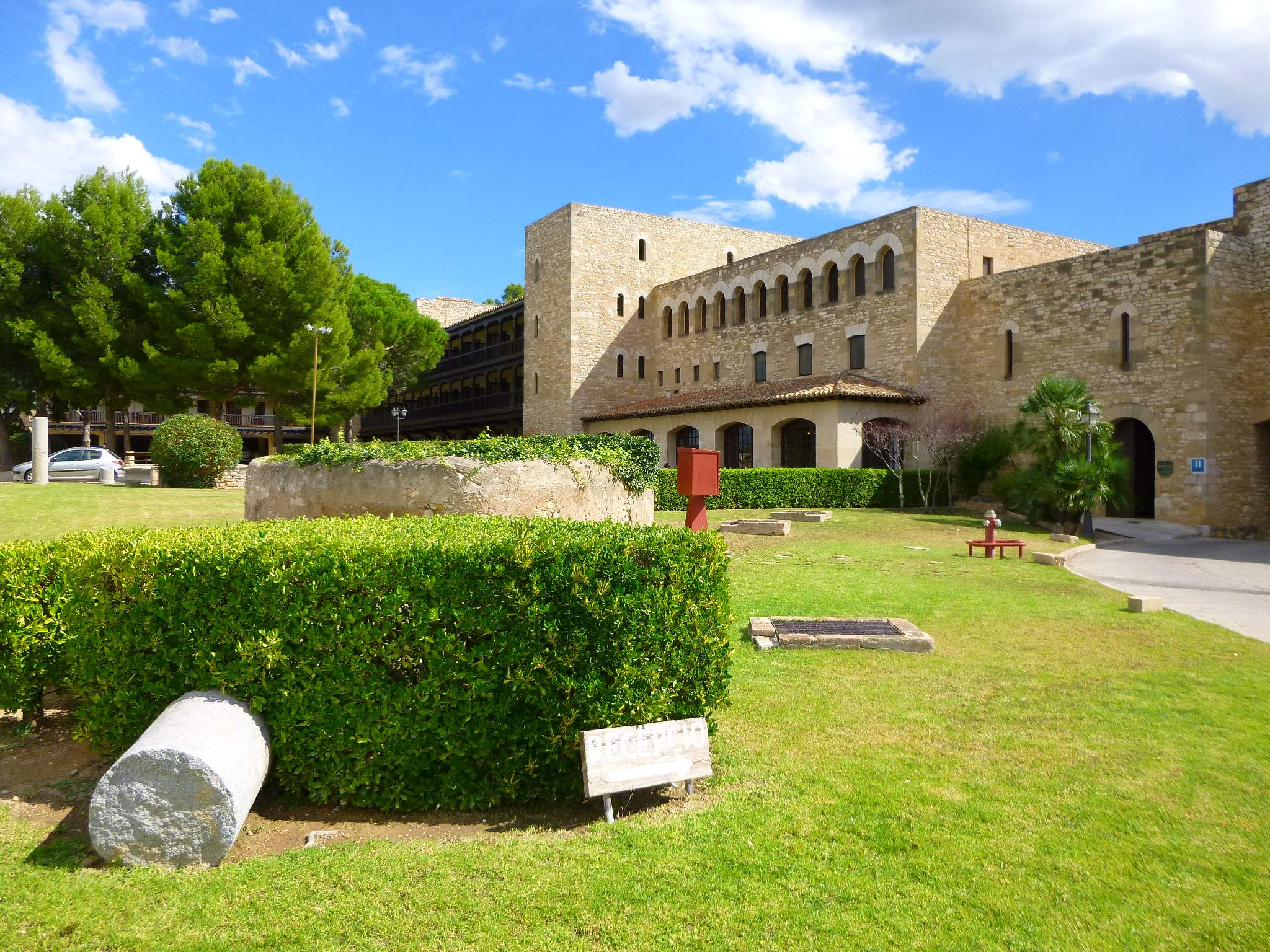
Zamek

## Współpraca
| - Awinion, Francja (1968) - Alcañiz, Hiszpania (1972) - Vercelli, Włochy (2003) | - Le Puy-en-Velay, Francja (2005) - Tartus, Syria (2007) |